# Charles Horace Mayo

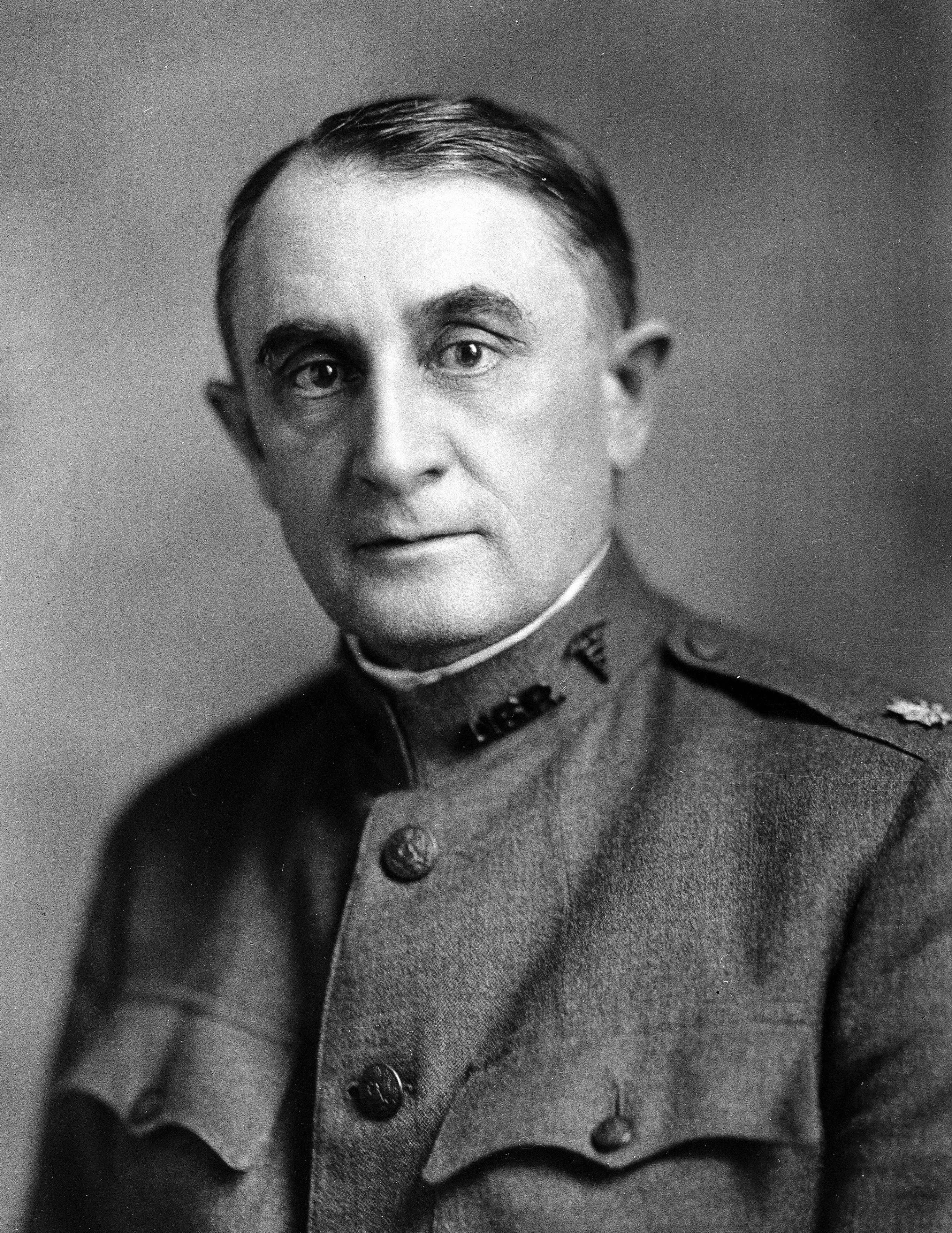
Charles Mayo

Charles Horace „Charlie“ Mayo (* 19. Juli 1865 in Rochester, Minnesota; † 26. Mai 1939 in Chicago) war ein US-amerikanischer Chirurg. Er war Mitbegründer der Mayo Clinic in Rochester.

## Biografie
Nachdem Mayo im Jahre 1888 sein Medizin-Studium an der Feinberg School of Medicine der Northwestern University in Chicago erfolgreich beendet hatte, begann er in der Praxis seines Vaters William Worrall Mayo und Bruders William James Mayo mitzuarbeiten. Durch Lehraufhalte in den USA und Europa und die Mitarbeit bei seinem Vater eignete sich Mayo schon früh aktuelle und für den Stand der Zeit sehr fortschrittliche Behandlungsmethoden an. Die Praxis bauten die Mayos weiter aus und eröffneten im Oktober 1889 das „St. Mary’s Hospital“, das erste Krankenhaus des südlichen Minnesotas. Durch die neuartigen Behandlungsmethoden wuchs die Mayo Clinic, wie sie später genannt wird, bis zur Jahrhundertwende immer weiter und gilt bis heute als eine der bedeutendsten Kliniken der Welt. Charles Horace Mayo spezialisierte sich in der Folgezeit auf Schilddrüsen- und Augenkrankheiten sowie Krankheiten des Nervensystems. Vier Jahre nach dem Tod seines Vaters gründete Charles Horace 1915 zusammen mit seinem Bruder die Mayo Foundation for Medical Education and Research.
Im Jahre 1928 ging Mayo in Ruhestand und überließ seinem Sohn Charles William Mayo die Fortführung seiner Arbeit in der Mayo Clinic. Bis zu seinem Tode hatte die Klinik bereits über eine Million Patienten behandelt.
Zusammen mit seiner Frau Edith Maria Graham hatte Mayo neun Kinder.

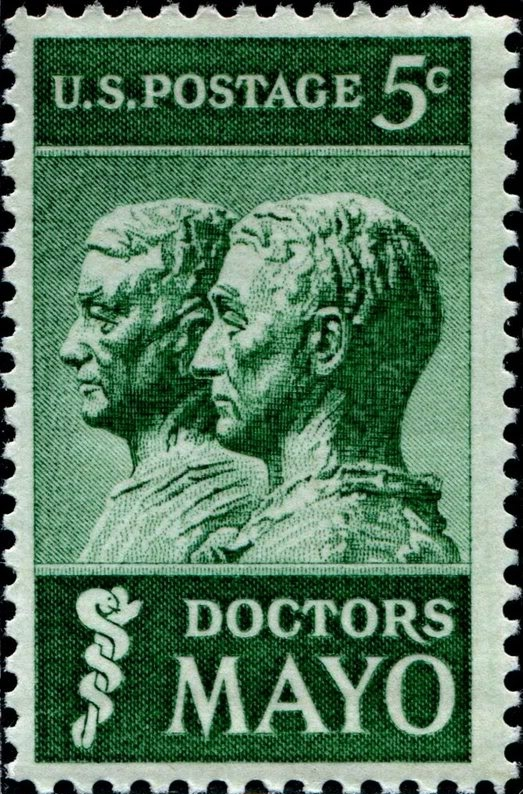
Briefmarke der Mayo-Brüder

Am 11. September 1964 veröffentlichte die United States Postal Service eine Briefmarke mit den Brüdern Charles Horace und William James zu deren Gedenken.

## Mitgliedschaften
Charles Mayo war seit dem 23. Dezember 1888 ein Mitglied im Bund der Freimaurer, seine Loge war die Rochester Lodge No.21 in Rochester.